# Eutropis gansi
Espèce
Synonymes
- Mabuya gansi Das, 1991

Statut de conservation UICN

 DD  : Données insuffisantes
Eutropis gansi est une espèce de sauriens de la famille des Scincidae.

## Répartition
Cette espèce est endémique de la forêt de Kalakkad dans l’État du Tamil Nadu en Inde.

## Étymologie
Cette espèce est nommée en l'honneur de Carl Gans.

## Publication originale
- Das, 1991 : A new species of Mabuya from Tamil Nadu State, Southern India (Squamata: Scincidae). Journal of Herpetology, vol. 25, no 3, p. 342-344.